# Redvers Buller

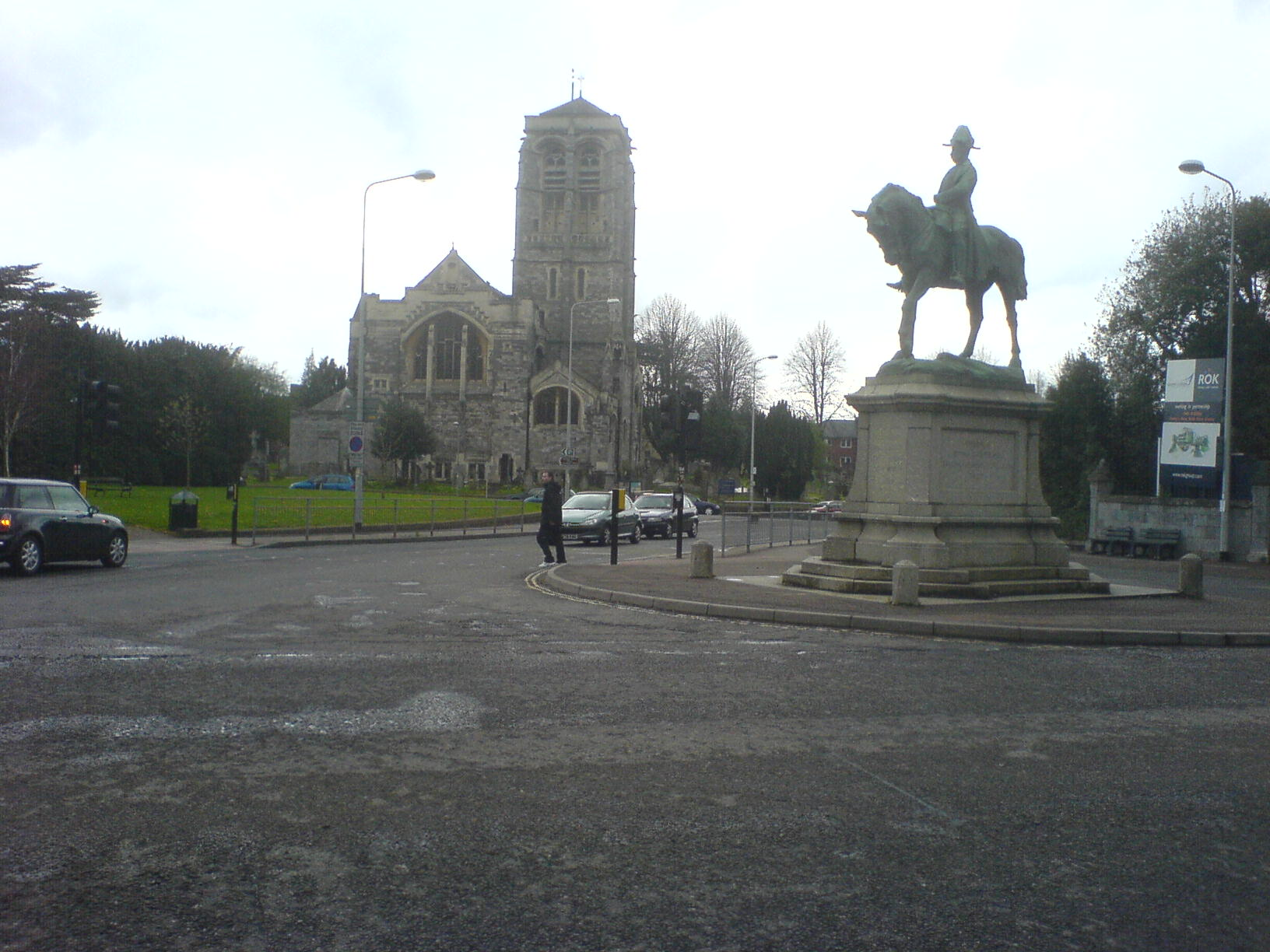
Statyn i Exeter.

Redvers Henry Buller, född 7 december 1839 i Crediton i Devon, död 2 juni 1908 i Crediton i Devon, var en brittisk general under första boerkriget och andra boerkriget. 
Buller inträdde 1858 i brittiska armén och deltog med utmärkelse i fälttågen i Kina (1860) och Afrika (1870-1884). Under första boerkriget befordrades han till generalmajor, och blev 1891 befordrad till generallöjtnant. 1890-1897 var Buller generaladjutant i krigsministeriet, och blev vid andra boerkrigets utbrott 1899 överbefälhavare över de brittiska stridskrafterna i Sydafrika. Efter nederlaget i slaget vid Colenso 1899 måste han dock överlämna befälet till Frederick Sleigh Roberts, men behöll befälet Natal. Efter åtskilliga strider lyckades Buller undsätta Ladysmith och deltog senare med framgång i de avgörande striderna i Transvaal. Efter hemkomsten till England fick han befälet över 1:a armékåren, trädde dock snart tillbaka och fick 1906 avsked. Buller var innehavare av Victoriakorset, Bathorden och Sankt Mikaels och Sankt Georgsorden. I Exeter finns en ryttarstaty av honom, skulpterad av Adrian Jones och rest 1905.